# Raffaella Petrini
Raffaella Petrini FSE (ur. 15 stycznia 1969 w Rzymie) – włoska zakonnica rzymskokatolicka. Przewodnicząca Gubernatoratu Państwa Watykańskiego i Papieskiej Komisji ds. Państwa Watykańskiego od 1 marca 2025 roku.

## Życiorys
Urodziła się 15 stycznia w 1969 roku w Rzymie. W 2007 roku złożyła profesję wieczystą w zakonie franciszkanek od Eucharystii. Ukończyła studia z zakresu politologii na Libera Università Internazionale degli Studi Sociali oraz zachowań organizacyjnych na University of Hartford. W 2014 roku uzyskała stopień doktora nauk społecznych na Papieskim Uniwersytecie Świętego Tomasza z Akwinu, gdzie jest wykładowczynią ekonomii dobrobytu i socjologii ekonomicznej.
W 2005 roku rozpoczęła pracę w Kurii Rzymskiej, jako pracownica biura prefekta Kongregacji ds. Ewangelizacji Narodów. W 2021 roku została członkinią Dykasterii ds. Biskupów, a rok później sekretarzem generalnym Gubernatoratu Państwa Watykańskiego. 19 stycznia 2025 roku papież Franciszek ogłosił jej nominację na funkcje przewodniczącej Gubernatoratu Państwa Watykańskiego i Papieskiej Komisji ds. Państwa Watykańskiego. Urząd objęła 1 marca 2025 roku, po odchodzącym na emeryturę kardynale Fernando Vérgezie Alzadze. Jak dotychczas, jest to najwyższe stanowisko administracyjne Watykanu, powierzone kobiecie.